# ويل جليكمان
ويل جليكمان (بالإنجليزية: Will Glickman)‏ هو كاتب مسرحي أمريكي، ولد في 7 مارس 1910، وتوفي في مارس 1983.

## وصلات خارجية
- ويل جليكمان على موقع IMDb (الإنجليزية)
- ويل جليكمان على موقع قاعدة بيانات برودواي على الإنترنت (الإنجليزية)